# Иван Божков
Иван Божков е професор, преподавател във Ветеринарномедицинския факултет при Тракийски университет в град Стара Загора, катедра „Организация на ветеринарното дело“, депутат от БСП.

## Научна кариера
Завършил е висшето си образование през 1958 г. в София. През 1967 получава научна степен Доктор по ветеринарна медицина. През 1981 става професор. Владее руски и френски. Почетен доктор е на Московската ветеринарна академия, почетен професор на Казанската ветеринарна академия. През 2003 г. получава отличието доктор хонорис кауза на Тракийския университет. Има публикувани над 150 научни труда, автор на учебници и ръководства за упражнения. Участва в разработването на над 30 нормативни документа свързани със здравеопазването на животните. Председател на Научна комисия по животновъдство и ветеринарна медицина в периода 2006 – 2007 г. при ВАК.

## Политическа дейност
Иван Божков е депутат от БСП в VII велико народно събрание, избран на мажоритарен принцип от Стара Загора. Дългогодишен общински съветник в Община Стара Загора от БСП и Коалиция за България. Председател на Общинския съвет в Стара Загора в периода 1999-2003.